# Bathycythere vanstraateni
Bathycythere vanstraateni is een mosselkreeftjessoort uit de familie van de Trachyleberididae. De wetenschappelijke naam van de soort is voor het eerst geldig gepubliceerd in 1971 door Sissingh.